# 사일런트 하트
《사일런트 하트》(덴마크어: Stille hjerte)는 2014년 공개된 덴마크의 드라마 영화이다. 이 영화는 2015년 북유럽 위원회 영화상 후보에 올랐다.

## 줄거리
불치병인 근위축성측삭경화증을 앓고 있는 에스터는 남편 폴의 도움을 받아 안락사를 선택하고, 이를 위해 주말 동안 세 가족이 모인다. 딸 하이디와 산네는 어머니의 결정을 받아들이기 힘들어하며, 시간이 흐를수록 과거의 갈등들이 수면 위로 떠오른다. 가족들은 어머니의 죽음을 앞두고 각자의 감정을 숨기지 못하고 혼란스러워하며, 그 과정에서 가족 구성원 간의 복잡한 관계와 감정이 드러난다. 에스터의 마지막 선택은 가족들에게 깊은 고민과 아픔을 안겨주며, 남겨진 이들은 어머니의 결정과 그로 인한 파장을 감당해야만 한다.

## 배역
- 기타 노비 - 에스더 역
- 모턴 그룬워드 - 폴 역
- 파프리카 스틴 - 하이디 역
- 다니카 쿠르싴트 - 산네 역
- 옌스 알비누스 - 미카엘 역
- 필로우 아스베크 - 데니스 역
- 비가 브로 - 리스베스 역